# Ambulanceassistent
Alle ambulancer i Danmark er bemandet med to mand hvoraf mindst en er ambulancebehandler, den anden skal være uddannet mindst ambulanceassistent.
Efter endt uddannelse er man i stand til at assistere ambulancebehandleren med håndtering og behandling af patienterne.

## Uddannelse
Uddannelsen til ambulanceassistent er en del af erhvervsuddannelsen til redder. Den teoretiske del af uddannelsen foregår hos Erhvervsskolen Nordsjælland eller EUC Vest i Esbjerg (tidl. Esbjerg Tekniske Skole).
Den indeholder:
- ca. 11 måneders teoretisk undervisning i blandt andet: anatomi, fysiologi, hygiejne, kemi, samfundsfag, symptomlære, sygdomslære, observationsteknik, genoplivning og defibrillering, fødselslære og pleje af nyfødte, farmakologi, sociale og lovmæssige forhold, psykologi og psykiatri. Herunder også uddannelse i brand, redning og frigørelse.
- 4 måneders praktik på et hospital.
- ca. 12 måneders ambulancepraktik

Hele uddannelsen tager 2 år og 3 måneder. 
Efter at have fungeret som ambulanceassistent i 18 måneder kan man videreuddanne sig til ambulancebehandler og efter yderligere 36 måneder til paramediciner.
I 2016 blev der indgået 157 uddannelsesaftaler indenfor området i Danmark.

## Generelle ansættelseskrav
- Mindst 9. klasses eksamen
- På ansættelsesdatoen være fyldt 21 år
- Højde 165-190 cm uden fodtøj
- Må ikke være kasseret på session
- God fysik og et godt helbred.
- Synsstyrke på det dårligste øje mindst 6/12 uden brug af briller eller kontaktlinser
- Ren straffeattest
- Kørekort til almindelig bil (kategori B)
- Normal hørelse

Der kan være yderligere krav hos det enkelte firma, man søger ansættelse hos.